# Microrégion de Prudentópolis
La microrégion de Prudentópolis est l'une des quatre microrégions qui subdivisent le sud-est de l'État du Paraná au Brésil.
Elle comporte 7 municipalités qui regroupaient 123 770 habitants en 2006 pour une superficie totale de 6 168 km².

## Municipalités[1]
- Fernandes Pinheiro
- Guamiranga
- Imbituva
- Ipiranga
- Ivaí
- Prudentópolis
- Teixeira Soares